# Santa Caterina d'Alessandria (Cima da Conegliano)
Santa Caterina d'Alessandria è un dipinto a olio su tela (152,2x77,8 e cm 41x84,9 la lunetta) realizzato nel 1502 dal pittore italiano Cima da Conegliano. È conservato nella Wallace Collection di Londra.

## Descrizione
Questo dipinto raffigura al centro la regina Santa Caterina d'Alessandria che fu martirizzata nel IV secolo per contrastare la persecuzione dei cristiani. La si può identificare per la sua corona, un frammento della ruota su cui è stata torturata e la palma simbolo della vittoria del cristiano sulla morte.
L'opera in origine faceva parte del polittico commissionato per la chiesa di San Rocco a Mestre, vicino a Venezia. Era affiancata dalle figure di San Sebastiano e San Rocco, comunemente invocate per proteggersi dalla peste.
In basso sul piedistallo della santa l'iscrizione: Joanis Babtiste CONEGLANESIS OPUS.

### La lunetta
In alto nella lunetta è rappresentata la Madonna col Bambino fra i santi Antonio e Francesco d'Assisi.